# 車内誌
車内誌 （しゃないし）は、鉄道やバス、タクシーの乗客のために、それを運行する企業（鉄道会社、バス会社、タクシー会社）が車内に備え付け無料で配布する雑誌である。

## 鉄道の車内誌

### 日本の車内誌
JRなどの鉄道会社が新幹線や特急列車に車内誌（JR東日本の『トランヴェール』やJR西日本の『西Navi 北陸』（編集は京阪神エルマガジン社）など）を置くケースがある。また『Wedge』（ウェッジ、JR東海系）のように、市販もしているものの東海道・山陽新幹線のグリーン車での無料配布を主眼に置き、実質的に車内誌の代替品として使われている雑誌もある。
新幹線に搭載されるものは新幹線搭載誌あるいは新幹線車内サービス誌とも呼ばれる。また、私鉄やJR西日本のように駅での配布がメインの場合、沿線情報誌という表現もなされる。
『Wedge』（ウェッジ、JR東海系）
1989年創刊の総合情報誌。定価700円（2023年9月現在）の雑誌だが、東海道・山陽新幹線のグリーン車では乗客向けに無料配布される。
『ひととき』（ウェッジ、JR東海系）
東海道・山陽新幹線のグリーン車全席に1カ月間搭載。
『トランヴェール』（JR東日本）
1988年4月1日創刊。JR東日本の東北・山形・秋田・上越・北陸の各新幹線とJR北海道の北海道新幹線に搭載。北陸新幹線ではJR西日本の一部車両（W7系）、北海道新幹線ではJR北海道の車両（H5系）にも搭載されている。「トランヴェール」はフランス語で「緑の列車」を意味する。
『西Navi 北陸』/『西Navi』（JR西日本、編集は京阪神エルマガジン社）
『西Navi 北陸』は、JR西日本が北陸新幹線向けのE7系・W7系車内に搭載している車内誌。『西Navi』は、沿線情報のフリーペーパーとしてJR西日本管内の主要駅で毎月、無料配布される。
『Please』（JR九州）
JR九州がフリーペーパーとして駅構内で配布され、山陽・九州新幹線や特急列車の車内に搭載された車内誌としての性格を兼ねていたが、2020年5月号限りで休刊。
『The JR Hokkaido』（JR北海道）
JR北海道が特急列車などに搭載している車内誌。JR北海道では北海道新幹線には搭載していない。現在の発行部数8万部に対して、新幹線に搭載するのに約13万部まで増刷するのは負担が大きいためである。
『るるぶFREE ロマンスカー箱根・小田原』『るるぶFREE ロマンスカーMELLODA』（小田急電鉄）
ロマンスカーに搭載している車内誌。原則としてMSE車には『MELLODA』が、それ以外の車種には『箱根・小田原』が搭載される。名称からもわかるように『るるぶ』（JTBパブリッシング）のシリーズの一つでもある。
『るるぶFREE スペーシア日光・鬼怒川温泉・浅草』（東武鉄道）
特急スペーシアに搭載している車内誌。上記の小田急の事例同様、こちらも『るるぶ』シリーズの一つである。
『近鉄ニュース』（近畿日本鉄道）
主要駅での配布がメインだが、特急ひのとりを除く近鉄特急のデッキに搭載している場合もある。2021年2月をもって休止したが、2022年3月から再開した。
『K PRESS』（京阪電気鉄道）
主要駅での配布がメインだが、京阪特急で車掌が配布する場合がある。
『月刊島民』（京阪電気鉄道）
元々京阪中之島線開業に合わせ、大阪市北区中之島エリアの魅力を発信するために配布されていたフリーペーパーだったが、京阪特急プレミアムカーでアテンダントが無料配布を行っていた。2021年3月1日発行号（136号）にて終刊した。
『TOKK』（阪急電鉄）
車内への搭載はなく、沿線情報誌として駅での配布を実施している。

### アジアの車内誌
『KTX MAGAZINE』（韓国鉄道公社）
韓国鉄道公社が高速鉄道「KTX」の車内に搭載している車内誌。
『T Life』（台湾高速鉄道）
台湾高速鉄道の車内に搭載している車内誌。月刊。ハースト・コーポレーション現地法人の台灣赫斯特媒體が編集。

### ヨーロッパの車内誌
『Metropolitan』（ユーロスター）
ユーロスターの車内誌。
『DB Mobil』（ドイツ鉄道）
ドイツ鉄道の月刊の車内誌。駅でも配布し、毎号約50万部発行していたが、2022年12月限り冊子の発行を中止、2023年から電子版に移行した。
『Railaxed』（オーストリア連邦鉄道）
オーストリア連邦鉄道の長距離列車とÖBB Nightjetの季刊の車内誌。駅でも配布。毎号5万部発行。

#### 休廃刊
『TGV magazine』（TGV）
フランス・TGVの車内誌。2001年創刊、2015年廃刊。
『via』（スイス連邦鉄道）
スイス連邦鉄道の車内誌。駅でも配布。毎号14万部（ドイツ語版11万部、フランス語版3万部）発行。1993年1月創刊。新型コロナウイルスによる財務への影響から、もともと年10回刊だったところを、2020年と2021年は年6回刊に削減し、さらに2022年は年4回刊に発行回数を減らし、年間45万スイス・フランの予算で調達手続きが進められていたが、スイス連邦鉄道は2021年11月に方針変更を発表、2022年3月号限りで廃刊となった。

### アメリカ合衆国の車内誌
『The National』（アムトラック）
米国本土で中長距離旅客列車を運行するアムトラックの列車に搭載している隔月刊の車内誌。旅行記、米国企業の紹介、詩、芸術写真などのコンテンツを有する。座席のシートポケットに用意されている他、オンラインで閲覧できる電子版ウェブサイトも用意されている。ロンドンに本拠地を置く、Ink社のニューヨーク支局が発行している。2016年10月創刊。これ以前は『Arrive』という車内誌が10年にわたって発行されていたが、2016年夏・秋号をもって終刊となった。

## バスの車内誌
東京空港交通の『Via』のようにバス会社がリムジンバスなどに車内誌を置くケースもある。
『Via』（東京空港交通）
1980年創刊、1992年に現在の誌名に変更。羽田空港・成田空港発着のリムジンバス車内に搭載されていたが、2021年10月号を最後に休刊となった。
『SUKI』（一畑バス）
2000年5月創刊の季刊誌。同社の高速バスに搭載している。
『天神情報マガジン ep.』（西日本鉄道）
隔月刊。西日本鉄道・西鉄高速バスが運行する西鉄天神高速バスターミナル発着の高速バス車内に搭載している。

## タクシーの車内誌
『フロントガラスの向こう側。』（阪急タクシー）
阪急タクシーの車内広報誌